# Canton d'Étaples
Le canton d'Étaples est une circonscription électorale française située dans le département du Pas-de-Calais et la région Hauts-de-France.

## Géographie
Ce canton est organisé autour d'Étaples dans l'arrondissement de Montreuil. Son altitude varie de 2 m (Attin) à 178 m (Widehem) pour une altitude moyenne de 36 m.

## Histoire
De 1833 à 1848, les cantons d'Etaples et de Hucqueliers avaient le même conseiller général. Le nombre de conseillers généraux était limité à 30 par département.
À la suite du redécoupage cantonal de 2014, les limites territoriales du canton sont remaniées. Le nombre de communes du canton passe de 19 à 15.

## Représentation

### Conseillers d'arrondissement (de 1833 à 1940)
| Période                                  | Période      | Identité                     | Étiquette   | Qualité |
| ---------------------------------------- | ------------ | ---------------------------- | ----------- | --- |
| 1833                                     |              | Augustin Masson (1807-1880)  |             | Propriétaire, maire d'Attin                                                                                 |
|                                          |              |                              |             | |
| av.1884                                  | 1914 (décès) | Aimé Billiet (1836-1914)     | Républicain | Notaire, maire d'Étaples (1908-1912)                                                                        |
| 1914                                     | 1925         |                              |             | |
| 1925                                     | 1940         | François Guilluy (1878-1960) | RG          | Docteur en médecine, conseiller municipal d'Étaples                                                         |
| 1940                                     |              |                              |             | Les conseils d'arrondissement ont été suspendus par la loi du 12 octobre 1940 et n'ont jamais été réactivés |
| Les données manquantes sont à compléter. |              |                              |             | |

### Conseillers généraux de 1833 à 2015
| Période    | Période          | Identité                                            | Étiquette                   | Qualité                                                                                      |
| ---------- | ---------------- | --------------------------------------------------- | --------------------------- | -------------------------------------------------------------------------------------------- |
| 1833       | 1844 (décès)     | Louis Dacquin d'Hérembault (1790-1844)              |                             | Avocat Ancien sous-préfet, propriétaire à Montreuil                                          |
| 1844       | 1848             | Alexandre Roubier d'Hérambault                      |                             | Avocat à Montreuil Député (1831-1846, 1848-1851, 1852-1864)                                  |
| 1848       | 1861             | Louis Lécrit                                        |                             | Propriétaire à Montreuil                                                                     |
| 1861       | 1873 (décès)     | Louis Charles Marie du Campe de Rosamel (1805-1873) | Droite                      | Contre-amiral, propriétaire du château de Rosamel à Frencq                                   |
| 1873       | 1886             | Charles du Campe de Rosamel (fils du précédent)     | Droite                      | Propriétaire, capitaine de frégate - Maire de Frencq Député (1885-1889) Sénateur (1876-1882) |
| 1886       | 1904             | Jules Moleux                                        | Républicain                 | Magistrat                                                                                    |
| 1904       | 1908 (démission) | Louis Roux-Clément (1864-1957)                      | Conservateur                | Maire d'Étaples (1900-1908)                                                                  |
| 1908       | 1924 (décès)     | Jules Ricquier-Tristram                             | RG                          | Propriétaire - Maire d'Étaples (1912-1919)                                                   |
| 1924       | 1931             | Jules Masson                                        | RG                          | Ancien Inspecteur général des Ponts et Chaussées Propriétaire - Maire de Camiers             |
| 1931       | 1940             | Albert Candeliez                                    | RG                          | Avocat au Touquet                                                                            |
|            |                  |                                                     |                             |                                                                                              |
| 1943       | 1945             | Gustave Tison (1880-1951)                           | ?                           | Receveur des PTT retraité Maire d'Étaples (1941-1944) Nommé conseiller départemental en 1943 |
|            |                  |                                                     |                             |                                                                                              |
| 1945       | 1961             | Jules Pouget                                        | RPF puis RGR puis Centriste | Médecin puis Négociant Maire du Touquet (1944-1963) Sénateur (1948-1952)                     |
| 1961       | 1963 (décès)     | Joseph Bigot                                        | MRP                         | Marchand de meubles, adjoint au maire d'Étaples                                              |
| 5 mai 1963 | 1981 (décès)     | Jean Bigot (1930-1981 - fils du précédent)          | MRP puis CD puis UDF-CDS    | Ebéniste Maire d'Étaples (1968-1981)                                                         |
| 1981       | 2011             | Lucile Bigot (épouse du précédent)                  | UDF-CDS puis MoDem          | Conseillère municipale d'Étaples                                                             |
| 2011       | 2015             | Geneviève Margueritte                               | NC-UDI                      | Maire de Lefaux depuis 1989                                                                  |

### Représentation à partir de 2015
| Période élective | Période élective | Mandat | Mandat   | Identité              | Nuance | Nuance | Qualité                                          |
| ---------------- | ---------------- | ------ | -------- | --------------------- | ------ | ------ | ------------------------------------------------ |
| 2015             | 2021             | 2015   | 2021     | Philippe Fait         |        | UDI    | Enseignant en détachement Maire d'Étaples        |
| 2015             | 2021             | 2015   | 2021     | Geneviève Margueritte |        | UDI    | Maire de Lefaux                                  |
| 2021             | 2028             | 2021   | en cours | Philippe Fait         |        | LREM   | Conseiller sortant, député LREM depuis juin 2022 |
| 2021             | 2028             | 2021   | en cours | Geneviève Margueritte |        | UDI    | Conseillère sortante                             |

### Résultats détaillés

#### Élections de mars 2015
À l'issue du 1er tour des élections départementales de 2015, deux binômes sont en ballottage : Philippe Fait et Geneviève Margueritte (Union de la Droite, 44,26 %) et Elise Filliette et Francis Leroy (FN, 32,31 %). Le taux de participation est de 48,13 % (12 614 votants sur 26 208 inscrits) contre 51,81 % au niveau départemental et 50,17 % au niveau national.
Au second tour, Philippe Fait et Geneviève Margueritte (Union de la Droite) sont élus avec 62,47 % des suffrages exprimés et un taux de participation de 47,89 % (7 140 voix pour 12 551 votants et 26 207 inscrits).

#### Élections de juin 2021
Le premier tour des élections départementales de 2021 est marqué par un très faible taux de participation (33,26 % au niveau national). Dans le canton d'Étaples, ce taux de participation est de 34,58 % (9 220 votants sur 26 663 inscrits) contre 35,19 % au niveau départemental. À l'issue de ce premier tour, deux binômes sont en ballottage : Philippe Fait et Geneviève Margueritte (DVD, 63,41 %) et Aurélie Baillet et Guillaume Delplanque (RN, 21,56 %).
Le second tour des élections est marqué une nouvelle fois par une abstention massive équivalente au premier tour. Les taux de participation sont de 34,36 % au niveau national, 34,96 % dans le département et 35,07 % dans le canton d'Étaples. Philippe Fait et Geneviève Margueritte (DVD) sont élus avec 78,73 % des suffrages exprimés (6 914 voix pour 9 350 votants et 26 662 inscrits),,. 

## Composition

### Composition avant 2015
Le canton d'Étaples regroupait 19 communes.
| Nom                 | Code Insee | Codepostal | Superficie (km2) | Population (dernière pop. légale) | Densité (hab./km2) |
| ------------------- | ---------- | ---------- | ---------------- | --------------------------------- | ------------------ |
| Étaples (chef-lieu) | 62318      | 62630      | 12,95            | 11 213 (2012)                     | 866                |
| Attin               | 62044      | 62170      | 6,70             | 696 (2012)                        | 104                |
| Bernieulles         | 62116      | 62170      | 5,74             | 194 (2012)                        | 34                 |
| Beutin              | 62124      | 62170      | 3,00             | 476 (2012)                        | 159                |
| Bréxent-Énocq       | 62176      | 62170      | 7,27             | 685 (2012)                        | 94                 |
| Camiers             | 62201      | 62176      | 16,13            | 2 686 (2012)                      | 167                |
| Cormont             | 62241      | 62630      | 9,71             | 318 (2012)                        | 33                 |
| Estrée              | 62312      | 62170      | 4,47             | 297 (2012)                        | 66                 |
| Estréelles          | 62315      | 62170      | 3,18             | 362 (2012)                        | 114                |
| Frencq              | 62354      | 62630      | 19,81            | 794 (2012)                        | 40                 |
| Hubersent           | 62460      | 62630      | 7,97             | 251 (2012)                        | 31                 |
| Inxent              | 62472      | 62170      | 3,78             | 172 (2012)                        | 46                 |
| Lefaux              | 62496      | 62630      | 8,25             | 255 (2012)                        | 31                 |
| Longvilliers        | 62527      | 62630      | 10,99            | 263 (2012)                        | 24                 |
| Maresville          | 62554      | 62630      | 2,46             | 89 (2012)                         | 36                 |
| Montcavrel          | 62585      | 62170      | 9,56             | 388 (2012)                        | 41                 |
| Recques-sur-Course  | 62698      | 62170      | 4,83             | 278 (2012)                        | 58                 |
| Tubersent           | 62832      | 62630      | 6,90             | 495 (2012)                        | 72                 |
| Widehem             | 62887      | 62630      | 7,20             | 261 (2012)                        | 36                 |

### Composition depuis 2015
Le nouveau canton d'Étaples comprend 15 communes entières.
| Nom                             | Code Insee | Intercommunalité                   | Superficie (km2) | Population (dernière pop. légale) | Densité (hab./km2) | Modifier                                    |
| ------------------------------- | ---------- | ---------------------------------- | ---------------- | --------------------------------- | ------------------ | ------------------------------------------- |
| Étaples (bureau centralisateur) | 62318      | CA des Deux Baies en Montreuillois | 12,95            | 10 693 (2022)                     | 826                | modifier les données · modifier les données |
| Bréxent-Énocq                   | 62176      | CA des Deux Baies en Montreuillois | 7,27             | 639 (2022)                        | 88                 | modifier les données · modifier les données |
| Camiers                         | 62201      | CA des Deux Baies en Montreuillois | 16,13            | 2 633 (2022)                      | 163                | modifier les données · modifier les données |
| Cormont                         | 62241      | CA des Deux Baies en Montreuillois | 9,71             | 309 (2022)                        | 32                 | modifier les données · modifier les données |
| Cucq                            | 62261      | CA des Deux Baies en Montreuillois | 13,16            | 5 165 (2022)                      | 392                | modifier les données · modifier les données |
| Frencq                          | 62354      | CA des Deux Baies en Montreuillois | 19,81            | 899 (2022)                        | 45                 | modifier les données · modifier les données |
| Lefaux                          | 62496      | CA des Deux Baies en Montreuillois | 8,25             | 222 (2022)                        | 27                 | modifier les données · modifier les données |
| Longvilliers                    | 62527      | CA des Deux Baies en Montreuillois | 10,99            | 255 (2022)                        | 23                 | modifier les données · modifier les données |
| Maresville                      | 62554      | CA des Deux Baies en Montreuillois | 2,46             | 94 (2022)                         | 38                 | modifier les données · modifier les données |
| Merlimont                       | 62571      | CA des Deux Baies en Montreuillois | 21,49            | 3 348 (2022)                      | 156                | modifier les données · modifier les données |
| Saint-Aubin                     | 62742      | CA des Deux Baies en Montreuillois | 4,54             | 278 (2022)                        | 61                 | modifier les données · modifier les données |
| Saint-Josse                     | 62752      | CA des Deux Baies en Montreuillois | 21,10            | 1 055 (2022)                      | 50                 | modifier les données · modifier les données |
| Le Touquet-Paris-Plage          | 62826      | CA des Deux Baies en Montreuillois | 15,31            | 4 223 (2022)                      | 276                | modifier les données · modifier les données |
| Tubersent                       | 62832      | CA des Deux Baies en Montreuillois | 6,90             | 576 (2022)                        | 83                 | modifier les données · modifier les données |
| Widehem                         | 62887      | CA des Deux Baies en Montreuillois | 7,20             | 247 (2022)                        | 34                 | modifier les données · modifier les données |
| Canton d'Étaples                | 6224       |                                    | 177,27           | 30 636 (2022)                     | 173                | modifier les données                        |

## Démographie

### Démographie avant 2015
| 1962   | 1968   | 1975   | 1982   | 1990   | 1999   | 2006   | 2011   | 2012   |
| ------ | ------ | ------ | ------ | ------ | ------ | ------ | ------ | ------ |
| 15 302 | 15 912 | 17 032 | 18 140 | 18 767 | 19 061 | 20 491 | 20 089 | 20 173 |

### Démographie depuis 2015
En 2022, le canton comptait 30 636 habitants, en évolution de −1,08 % par rapport à 2016 (Pas-de-Calais : −0,72 %, France hors Mayotte : +2,11 %).
| 2013   | 2018   | 2022   |
| ------ | ------ | ------ |
| 31 204 | 30 987 | 30 636 |